# Drużyna rycerzy
Drużyna rycerzy (ang. Knight Squad, 2018-2019) – amerykański serial komediowy stworzony przez Seana Cunninghama i Marca Dworkina oraz wyprodukowany przez wytwórnie Dworkingham Productions i Nickelodeon Productions.
Premiera serialu odbyła się w Stanach Zjednoczonych 19 lutego 2018 na amerykańskim Nickelodeon. W Polsce serial zadebiutował 17 września 2018 na antenie Nickelodeon Polska

## Opis fabuły
Akcja serialu rozgrywa się w fikcyjnym królestwie Astoria i skupia się na perypetiach dwóch uczniów – przybłędy Arca oraz hałaśliwej księżniczki Ciary. Przyjaciele skrywają wspólną tajemnicę. Oboje zawiązują pakt, na mocy którego zobowiązują się do przestrzegania sekretów w tajemnicy oraz w drodze do marzeń, aby stać się legendarnymi rycerzami. 

## Obsada
- Owen Joyner jako Arc
- Daniella Perkins jako Ciara
- Lilimar jako Sage
- Lexi DiBenedetto jako Prudence
- Amarr M. Wooten jako Warwick
- Savannah May jako Buttercup
- Seth Carr jako Fizzwick

## Odcinki

### Seria 1 (2018–19)
| Nr | Tytuł                          | Tytuł polski                   | Reżyseria          | Scenariusz                             | Premiera             | Premiera w Polsce | Kod |
| -- | ------------------------------ | ------------------------------ | ------------------ | -------------------------------------- | -------------------- | ----------------- | --- |
| 1  | Opening Knight                 | Nowy w Szkole Rycerzy          | Trevor Kirschner   | Sean Cunningham i Marc Dworkin         | 19 lutego 2018       | 17 września 2018  | 101 |
| 2  | A Knight at the Roxbury        | Puchar Roxbury’ego             | Trevor Kirschner   | Sean Cunningham i Marc Dworkin         | 24 lutego 2018       | 18 września 2018  | 102 |
| 3  | Knight in Shining Armor Day    | Dzień rycerza w lśniącej zbroi | Trevor Kirschner   | John D. Beck i Ron Hart                | 3 marca 2018         | 19 września 2018  | 103 |
| 4  | One Magical Knight             | Rycerz i czarodziej            | Trevor Kirschner   | Lisa Muse Bryant                       | 10 marca 2018        | 20 września 2018  | 104 |
| 5  | The Dork Knight Returns        | Powrót zaginionego rycerza     | Jonathan Judge     | Wesley Jermaine Johnson i Scott Taylor | 17 marca 2018        | 21 września 2018  | 106 |
| 6  | Tonight, Two Knight            | Rycerski Debel                 | Trevor Kirschner   | Chris Atwood                           | 24 marca 2018        | 22 września 2018  | 105 |
| 7  | A Knight’s Tail                | Rycerz i jego ogon             | Eric Dean Seaton   | Chris Tallman                          | 31 marca 2018        | 23 września 2018  | 108 |
| 8  | Parent Teacher Knight          | Rycerska wywiadówka            | Jody Margolin Hahn | Jennifer Keene                         | 7 kwietnia 2018      | 24 września 2018  | 109 |
| 9  | Do the Knight Thing            | Kodeks rycerza                 | Robbie Countryman  | Michael J.S Murphy i Frank O. Wolff    | 14 kwietnia 2018     | 25 września 2018  | 112 |
| 10 | Wish I May, Wish I Knight      | Życzenie do Dżina              | Jody Margolin Hahn | Jennifer Keene                         | 25 maja 2018         | 26 września 2018  | 115 |
| 11 | Working on the Knight Moves    | Cios małego palca              | Wendy Faraone      | Wesley Jermaine Johnson i Scott Taylor | 9 czerwca 2018       | 28 maja 2019      | 116 |
| 12 | A Thief in the Knight, Part 1  | Rycerz i złodziej, cz. 1       | Trevor Kirschner   | Sean W. Cunningham i Marc Dworkin      | 16 czerwca 2018      | 6 września 2019   | 110 |
| 13 | A Thief in the Knight, Part 2  | Rycerz i złodziej, cz. 2       | Trevor Kirschner   | John D. Beck i Ron Hart                | 16 czerwca 2018      | 6 września 2019   | 111 |
| 14 | Take Me Home to Knight         | Rodzinny interes               | Robbie Countryman  | Lisa Muse Bryant                       | 22 września 2018     | 29 maja 2019      | 113 |
| 15 | A Total Knightmare             | Misja dla odważnych            | Jean Sagal         | Chris Atwood                           | 29 września 2018     | 30 maja 2019      | 114 |
| 16 | Fight for Your Knight to Party | Tort dla króla                 | Robbie Countryman  | Chris Tallman                          | 6 października 2018  | 31 maja 2019      | 117 |
| 17 | Fright Knight                  | Zjawa z mroków                 | Jonathan Judge     | Nora Sullivan                          | 20 października 2018 | 11 sierpnia 2019  | 107 |
| 18 | Little Knight Lies             | Rycerskie kłamstewka           | Eric Dean Seaton   | Nora Sullivan                          | 12 stycznia 2019     | 3 czerwca 2019    | 118 |
| 19 | End of the Knight, Part 1      | Ostatecznie starcie, cz. 1     | Trevor Kirschner   | Sean W. Cunningham i Marc Dworkin      | 19 stycznia 2019     | 4 czerwca 2019    | 119 |
| 20 | End of the Knight, Part 2      | Ostatecznie starcie, cz. 2     | Trevor Kirschner   | Sean W. Cunningham i Marc Dworkin      | 26 stycznia 2019     | 5 czerwca 2019    | 120 |

### Seria 2 (2019)
| Nr | Tytuł                                     | Tytuł polski                  | Reżyseria          | Scenariusz                             | Premiera         | Premiera w Polsce   | Kod |
| -- | ----------------------------------------- | ----------------------------- | ------------------ | -------------------------------------- | ---------------- | ------------------- | --- |
| 21 | A Knight to Remember                      | Dróżka Pamięci                | Trevor Kirschner   | Sean Cunningham i Marc Dworkin         | 2 lutego 2019    | 31 sierpnia 2019    | 201 |
| 22 | Love at First Knight                      | Klin klinem                   | Trevor Kirschner   | Gigi McCreery i Perry Rein             | 16 lutego 2019   | 24 września 2019    | 202 |
| 23 | Mid-Knight in the Garden of Good and Evil | Tajemnica ogrodowych krasnali | Wendy Faraone      | Angela Yarbrough                       | 23 lutego 2019   | 25 września 2019    | 203 |
| 24 | In the Gill of the Knight                 | Rybia Klątwa                  | Lynn McCracken     | Jennifer Keene                         | 2 marca 2019     | 26 września 2019    | 204 |
| 25 | The Knight Stuff                          | Rycerskie czary               | Robbie Countryman  | Chris Atwood                           | 9 marca 2019     | 27 września 2019    | 205 |
| 26 | Knight of the Living Dead                 | Rycerz z tamtego świata       | Jody Margolin Hahn | Chris Tallman                          | 16 marca 2019    | 30 września 2019    | 207 |
| 27 | Knight Glider                             | Rycerz superbohaterem         | Jonathan Judge     | Wesley Jermaine Johnson i Scott Taylor | 30 marca 2019    | 1 października 2019 | 206 |
| 28 | Two Wrongs Don’t Make a Knight            | Rycerska matematyka           | Wendy Faraone      | Nora Sullivan                          | 6 kwietnia 2019  | 2 października 2019 | 208 |
| 29 | Election Knight                           | Kampania wyborcza             | David Kendall      | Michael J.S. Murphy i Frank O. Wolff   | 13 kwietnia 2019 | 3 października 2019 | 209 |
| 30 | Closing Knight                            | Rycerska ceremonia            | Trevor Kirschner   | Sean W. Cunningham i Marc Dworkin      | 20 kwietnia 2019 | 4 października 2019 | 210 |